# Tito Flávio Arcesilau
Tito Flávio Arcesilau foi um oficial romano do século III, ativo durante o reinado dos imperadores Heliogábalo (r. 218–222) e Alexandre Severo (r. 222–235). Se sabe que serviu como flâmine dos irmãos arvais e "mestre dos escolhidos" (magister creatus) por toda a década de 220. Possivelmente pode ter sido pai ou avô do cônsul de 267 Arcesilau.